# José Romero Urtasun
José Romero Urtasun, conegut futbolísticament com a Josetxo (nascut el 25 de febrer de 1979 a Pamplona), és un exfutbolista navarrès format al CA Osasuna, on va disputar la major part de la seva trajectòria esportiva, amb 212 partits de lliga al llarg de deu temporades.